# Bird and Pres – The ’46 Concerts Jazz at the Philharmonic
Jazz At The Philharmonic – Bird And Pres – The '46 Concerts ist ein Jazz-Album von Charlie Parker, Lester Young und weiteren Musikern wie Coleman Hawkins, das Live-Mitschnitte von drei Jazz-at-the-Philharmonic-Konzerten enthält, die von Januar bis April 1946 aufgenommen wurden. Diese erschien zunächst auf Norman Granz’ Label Clef, später auf Verve Records.

## Das Album

### Die JATP-Konzerte im Januar 1946
Charlie Parker und Dizzy Gillespie hatten um die Jahreswende 1945/46 ein längeres Engagement im Jazzbistro von Billy Berg in Hollywood. In den ebenfalls Anfang 1946 von Norman Granz organisierten Aufnahme-Sessions mit kalifornischen Musikern kam es zur ersten musikalischen Begegnung von Charlie Parker und seinem Idol Lester Young („Pres“). Der Tenorsaxophonist war wegen Drogenmissbrauchs gerade nach einem 15-monatigen Aufenthalt in einem Straflager entlassen worden; nach Ansicht der Parker-Biographen Peter Niklas Wilson und Ulfert Goeman wirkte Prez „in diesem für Charlie Parker ersten großen Jazzkonzert zu dessen großer Enttäuschung erschreckend apathisch, nahm zudem Parker kaum zur Kenntnis.“ nach Ansicht vieler Kritiker hatten Lester Young die zurückliegenden Erlebnisse in der Armee gebrochen; so wirke er in der vorliegenden Januar-Session konfus und einfallslos, als die Titel Crazy Rhythm und The Man I Love eingespielt wurden.

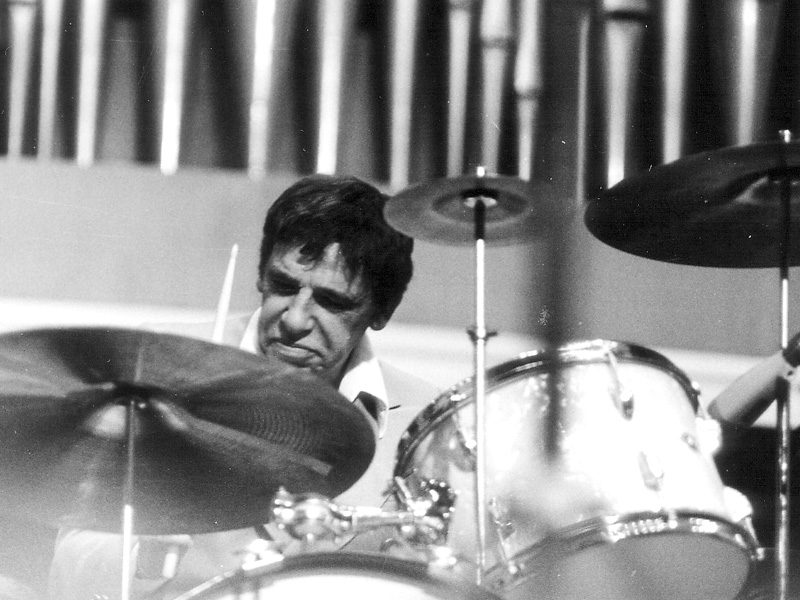
Buddy Rich 1977 während eines Konzerts in Köln

Am 29. Januar ließ Granz Charlie Parker und Lester Young den Standard Sweet Georgia Brown erneut aufnehmen, weitere Bläser waren die Trompeter Dizzy Gillespie und Al Killian sowie die Saxophonisten Charlie Ventura und Willie Smith, in der Rhythmusgruppe saßen der Pianist Mel Powell, der Bassist Billy Hadnott und Schlagzeuger Buddy Rich. Prez war in kaum besserer Verfassung; Wilson/Goeman schrieben hingegen über Charlie Parkers Spiel: Es „überrascht dessen forcierter Swing, mit einer Direktheit und einer fast grimmigen Beharrung, die sich deutlich von Lester Youngs teilnahmslosen Spiel abhebt“. Der Mitschnitt des Stücks blendet in das laufende Konzert kurz vor Parkers Solo ein, als Pianist Mel Powell seinen Beitrag abliefert; nach Parker folgt das Solo Lester Youngs, gefolgt von Dizzy Gillespie.
Ein weiterer Konzertmitschnitt mit vier Nummern entstand ebenfalls im Januar 1946 im Philharmonic Auditorium von Los Angeles; für Gillespie kam der Trompeter Howard McGhee, für Mel Powell der Pianist Arnold Ross. Der Mitschnitt beginnt mit dem sessionartigen Blues for Norman, einem stampfenden „Kansas City Blues, eckig und rauh, voll Parkerscher Leidenschaft. Hier fühlt sich auch Lester Young wohler. Seine Improvisation sind farbig, intensiv und perfekt ausbalanciert. Die anderen Solisten wie der Altsaxophonist Willie Smith und die beiden Trompeter Howard McGhee und Al Killian sorgen für Abwechslung.“
Der Vernon-Duke-Standard I Can’t Get Started hat anfangs ein längeres, ruhiges Solo Lester Youngs, auf das gleich Parker mit seinem Balladenspiel anschließt; auffallend war hier der „deutliche Kontrast zwischen Parker und dem glatt und rhythmisch konservativ spielenden Willie Smith“.

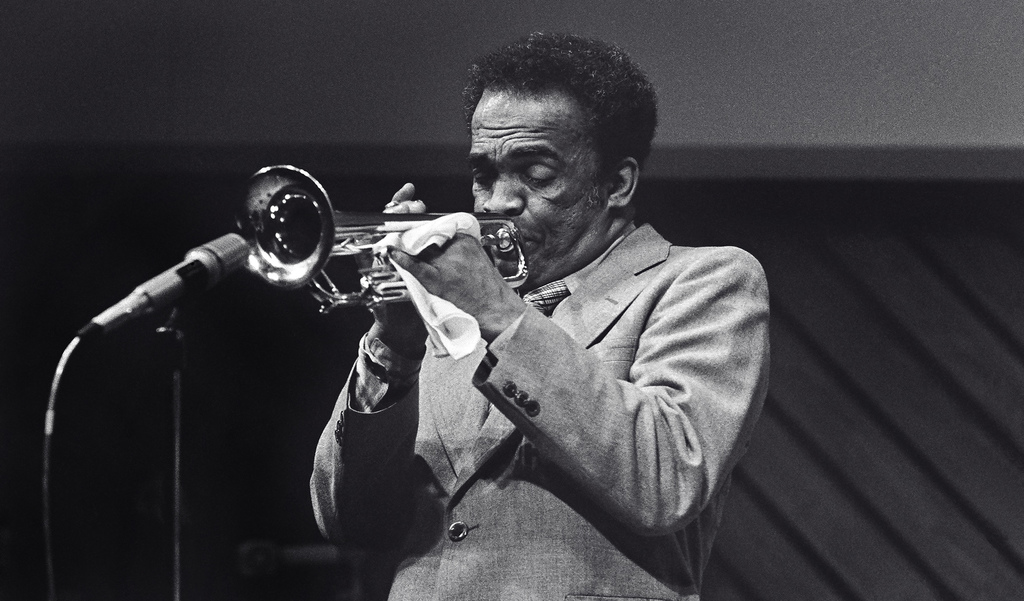
Howard McGhee

Höhepunkt der Jam-Session vom Januar 1946 war Charlie Parkers Solo über Oh, Lady Be Good!; eingeleitet wird das elfminütige Spiel über George Gershwins Klassiker durch Arnold Ross, bis nach einer Minute Charlie Parker einsetzt. Im Verlauf des Abends waren im Namen der Zeitschrift Down Beat Willie Smith als bester Altsaxophonist und Charlie Ventura als bester Tenorist geehrt worden, während die anwesenden Charlie Parker und Lester Young nicht einmal erwähnt wurden. „Das war für die beiden Anlass genug, in ‚Lady Be Good‘ ihre Kontrahenten spielerisch zu übertrumpfen und die wahre Rangordnung vor dem Live-Publikum aufzuzeigen“. Wilson und Goeman sehen in Parkers Beitrag eines der besten Parker-Soli überhaupt; sie zitieren den Eindruck des Pianisten John Lewis: „Bird machte aus ‚Lady Be Good‘ einen Blues. Sein Solo ließ alle anderen Musiker auf der Bühne wie alte Männer aussehen“. Das Publikum im Philharmonic Auditorium tobte und tanzte in den Gängen, was dazu führte, dass die Verantwortlichen Norman Granz verboten, dort weitere Veranstaltungen durchzuführen.

### Das JATP-Konzert im April 1946

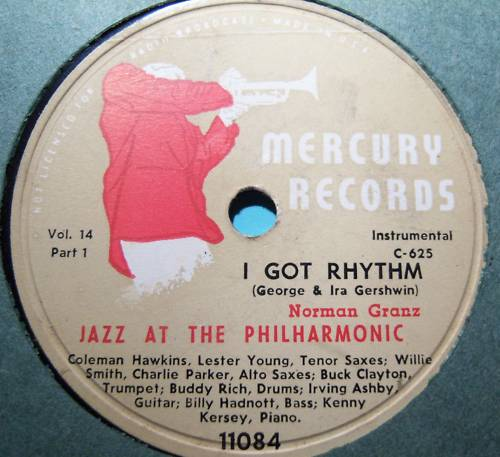
Mercury-78er; I Got Rhythm vom Konzert im April 1946

Im April 1946 kam Coleman Hawkins nach Kalifornien, um an weiteren JATP-Konzerten teilzunehmen, die den Auftakt zu einer landesweiten Tournee bilden sollten, die Ende Mai in der New Yorker Carnegie Hall endete. Das Konzert fand am 22. April im Embassy Theatre statt; der Name Jazz at the Philharmonic wurde beibehalten. Einziger Trompeter war diesmal Buck Clayton, der gerade aus der US-Army entlassen worden war; außerdem wirkte der Gitarrist Irving Ashby mit. Am 22. April wurde in Los Angeles der JATP Blues aufgenommen, bei der eine Reihe beeindruckender Solos zu hören waren, mit einem freundlich spielenden Lester Young, gefolgt von einem aggressiver auftretenden Hawkins, dessen Solo in höchste Register aufstieg, was dem Publikum jedoch missfiel, schrieb der Hawkins Biograph John Chilton. Eine weitere dieser Blowing sessions dieser Tournee wurde später Slow Drag genannt; als Autor wurde jeweils der Phantasiename N.G. Shrdlu angegeben, nom de plume für Norman Granz.
Humphrey Lyttelton schrieb über dieses Ereignis: „In dieser lärmenden Arena war es der extrovertierte Hawkins, der heiter und gesammelt auf seine ruhige, unnachamliche Art spielte ohne irgendwelche besonderen Zugeständnisse an das Publikum, während der introvertierte „coole“ Lester es mit Hupen und Riffs in die Ekstase trieb“.

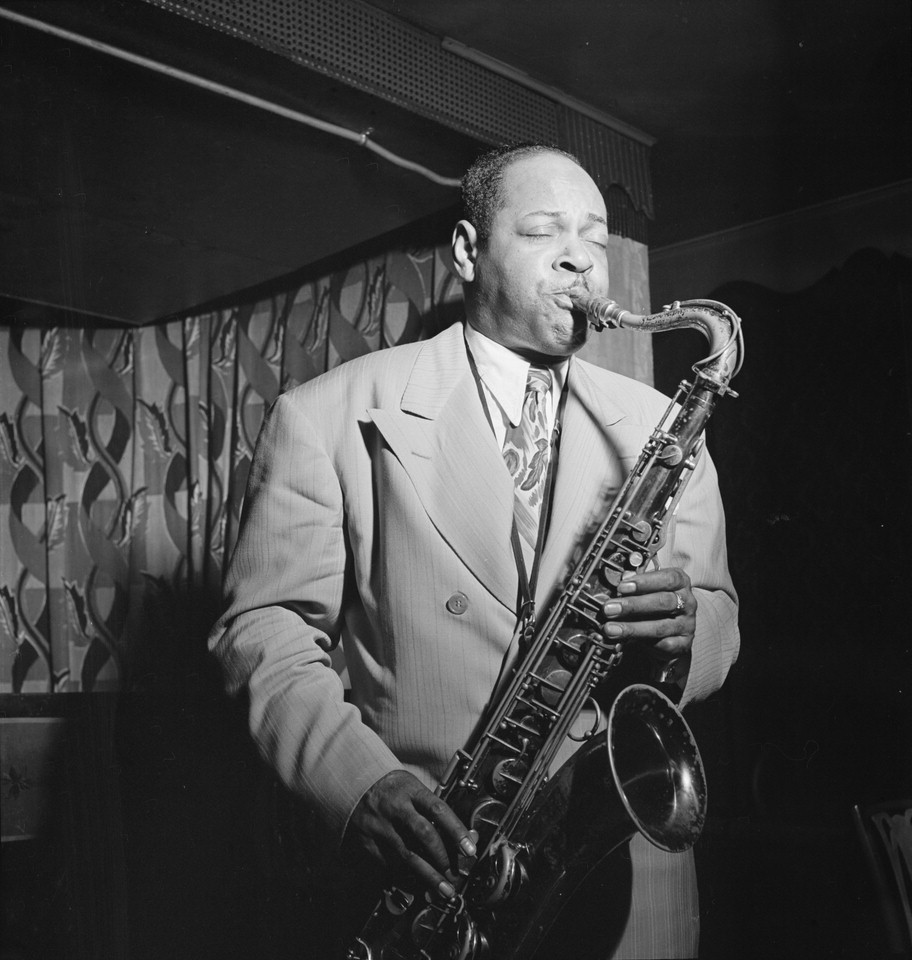
Coleman Hawkins im Spotlite Club, ca. September 1947. Fotografie von William P. Gottlieb.

Der swingende JATP Blues beginnt mit einem Solo von Coleman Hawkins, dem Parker und Lester Young folgen; dann haben Gitarrist Irving Ashby, Pianist Kenny Kersey und Buddy Rich Gelegenheit sich solistisch vorzustellen. Ähnlich läuft auch I Got Rhythm ab, vor dem zunächst Normen Granz die Band vorstellt.
Zu den beiden Mitschnitten merkte der Hawkins-Biograph Teddy Doering an: „Beim Konzert in Los Angeles stand eine beeindruckende Auswahl von Saxophonisten auf der Bühne – Hawk und Lester sowie Bird und Willie Smith. Kontrast war also angesagt, aber die Konfrontation bzw. Rivalität zwischen Hawkins und Lester kam hier noch nicht voll zum Tragen. Beide spielen ihre Soli, als ob der andere nicht anwesend wäre. Hawkins ist in den schnellen Stücken (JATP Blues und I Got Rhythm) kraftvoll und swingend, ohne allerdings besondere Finessen. Lester Young spielt dagegen seine Qualitäten aus; gegen Hawkins’ mächtigen Ton setzt er seine coole Auffassung mit rhythmischen Besonderheiten. Der Star der Session ist zweifellos Charlie Parker“.

## Bewertung des Albums

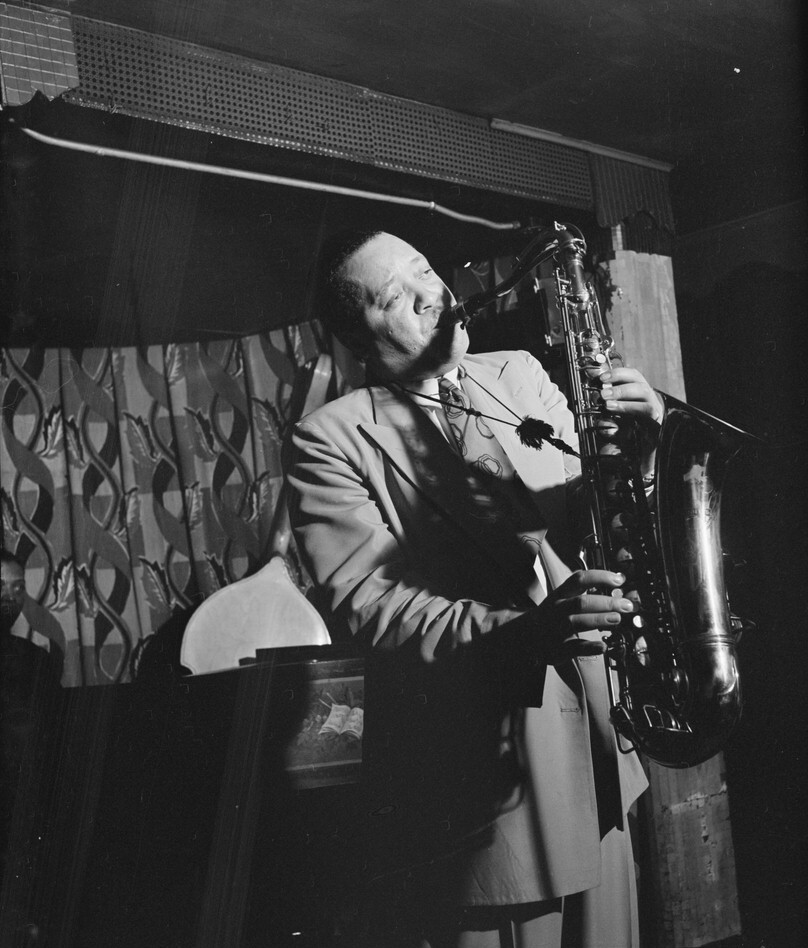
Lester Young, Auftritt im new Yorker Famous Door, ca. September 1946. Fotografie von William P. Gottlieb.

Nach Ansicht der Autoren Wilson und Goeman sind die Aufnahmen aus der Frühzeit des West-Coast-Jazz mit einer Melange aus Bebop und Swing und wegen des zwanglosen Aufeinandertreffen der Jazzgrößen Parker, Gillespie, Young, Hawkins und Smith ein Unikum und eine Rarität.
Der Kritiker des AllMusic sah in Charlie Parkers Auftritten der Jazz at the Philharmonic vom Januar und April 1946 in seinem eigenen Element. Er erwähnt, dass Parker aus seinen frühen Jahren in Kansas City während der 1930er Jahre die Praxis des woodshedding – der Ausdruck beziehe sich auf die Disziplin des unaufhörlichen Spielens in der Öffentlichkeit – mit höchst kompetenten Musikern. Ähnlich funktionierte die Methode des JATP: Unglücklicherweise fiel der Saxophonist in den nächsten Monaten des Jahres 1946 völlig aus, nachdem bei seinen Aufnahmesessions für Dial Records in Hollywood das verunglückte Lover Man am 29. Juli 1946 entstanden war; es sei wie ein „entfernter Schrei nach diesen ausgezeichneten öffentlichen JATP Jam-Sessions“.
Ken Dryden schrieb – ebenfalls in AllMusic, wo das Album mit vier Sternen bewertet wurde – zu den Konzertmitschnitten, sie seien wahrlich All-Star-Ereignisse. Außergewöhnlich seien auch die Leistungen bei der April-Show, als die hinzugekommenen Coleman Hawkins und Buck Clayton eine Jam Session in alten Stil auf der Bühne ausfechten; im eröffnenden J.A.T.P. Blues überstrahlen Parker und Hawkins alle anderen, während in I Got Rhythm die Dinge anders laufen und die Truppe belebter agiert. Wie in den späteren Jazz at the Philharmonic Shows sei die Rhythm Section lediglich Durchschnitt, mal abgesehen von Mel Powells Beiträgen zu „Sweet Georgia Brown“.

## Titel

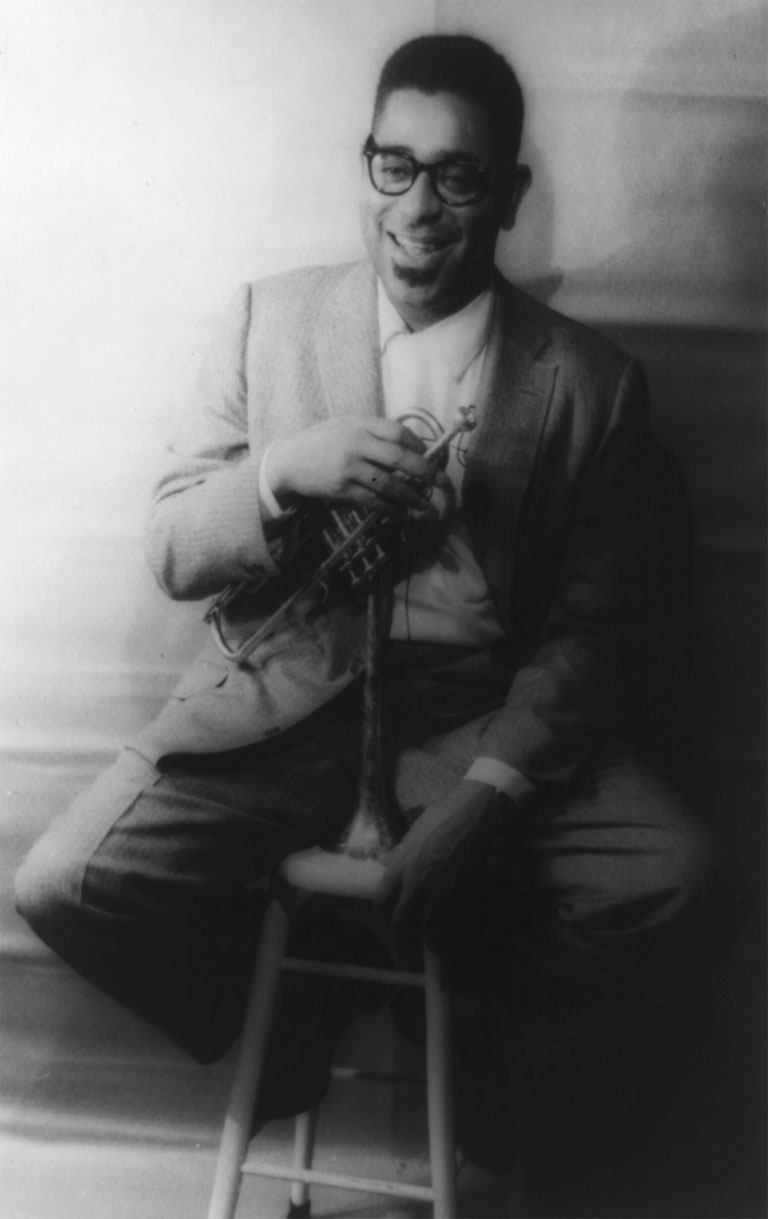
Dizzy Gillespie im Dezember 1955, Fotograf Carl Van Vechten

- Jazz At The Philharmonic – Bird and Pres – The ’46 Concerts (Verve VE2 2518)

1. Sweet Georgia Brown (Kenneth Casey, Maceo Pinkard, Ben Barnie) 9:32
2. Blues for Norman 8:37
3. I Can’t Get Started (Ira Gershwin, Vernon Duke) 9:15
4. Oh Lady be Good (George & Ira Gershwin) 11:05
5. After You’ve Gone (Henry Creamer, Turner Layton) 7:33
6. I Got Rhythm (George & Ira Gershwin) 12:54
7. Introductions by Norman Granz / JATP Blues 2:16/10:56

## Editorische Hinweise
Sweet Georgia Brown erschien – wie jeweils die weiteren Titel – in zwei Teilen auf den 78er Schallplatten von Mercury bzw. Clef. Gekoppelt mit weiteren Stücken der Januar- und April-Konzerte erschien die Mitschnitte dann auf den 10-Inch-LPs von Mercury und Clef; Jazz At The Philharmonic, Vol. 3 (Mercury MG 35004, MG VOL.3, MG VOL.3×45; Clef MG VOL.3) oder auf der Clef-10-Inch-LP MGC 608 als Lady be Good.
Lady Be Good und After You’ve Gone erschienen auch – gekoppelt mit späteren Mitschnitten einer JATP-Tournee im Oktober – auf dem Album JATP – How High the Moon (MGC 608).
Unter dem Titel Bird and Prez – The '46 Concert Jazz at the Philharmonic (Verve VE 2-2518) erschienen dann die Aufnahmen als 12-Inch-LP. Spätere Ausgaben erschienen auch unter den Titeln
- Jazz At The Philharmonic, Vol. 2 (Verve MG VOL.2)
- Lester Young At JATP (Verve VSP 41)
- Jazz At The Philharmonic – How High The Moon (Mercury MGC 608; Clef MGC 608)
- Jazz At The Philharmonic, Vol. 1 (Verve MG VOL.1)
- The Charlie Parker Story, #3 (Verve MGV 8002)
- The Charlie Parker Story (Verve MGV 8100-3)
- Charlie Parker – Return Engagement (Verve V3HB 8840)
- Jazz At The Philharmonic, Vol. 2 (Mercury MG 35003, MG VOL.2, MG VOL.2×45; Clef MG VOL.2)[15]

## Session-Abfolge
- Dizzy Gillespie, Al Killian (tp) Charlie Parker, Willie Smith (as) Charlie Ventura, Lester Young (ts) Mel Powell (p) Billy Hadnott (kb) Lee Young (dr)

Philharmonic Auditorium, Los Angeles, CA, 28. Januar 1946
1. Sweet Georgia Brown

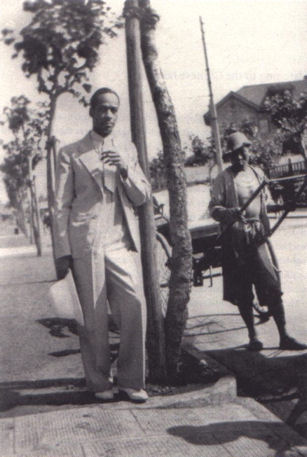
Buck Clayton

- Al Killan, Howard McGhee (tp) Charlie Parker, Willie Smith (as) Lester Young (ts) Arnold Ross (p) Billy Hadnott (kb) Lee Young (dr)

Philharmonic Auditorium, Los Angeles, Januar 1946
1. Blues For Norman
2. I Can’t Get Started
3. Lady Be Good
4. After You’ve Gone

- Buck Clayron (tp) Charlie Parker, Willie Smith (as) Lester Young, Coleman Hawkins (ts) Kenny Kersey (p) Irving Ashby (git) Billy Hadnott (kb) Buddy Rich (dr)

Embassy Hotel, Los Angeles, 22. April 1946
1. I Got Rhythm
2. JATP Blues